# RIPPLY2
RIPPLY2 (англ. Ripply transcriptional repressor 2) – білок, який кодується однойменним геном, розташованим у людей на 6-й хромосомі. Довжина поліпептидного ланцюга білка становить 128 амінокислот, а молекулярна маса — 13 906.
| 10         |  | 20         |  | 30         |  | 40         |  | 50         |
| ---------- |  | ---------- |  | ---------- |  | ---------- |  | ---------- |
| MENAGGAEGT |  | ESGAAACAAT |  | DGPTRRAGAD |  | SGYAGFWRPW |  | VDAGGKKEEE |
| TPNHAAEAMP |  | DGPGMTAASG |  | KLYQFRHPVR |  | LFWPKSKCYD |  | YLYQEAEALL |
| KNFPIQATIS |  | FYEDSDSEDE |  | IEDLTCEN   |  |            |  |            |

A: Аланін

C: Цистеїн

D: Аспарагінова кислота

E: Глутамінова кислота

F: Фенілаланін

G: Гліцин

H: Гістидин

I: Ізолейцин

K: Лізин

L: Лейцин

M: Метіонін

N: Аспарагін

P: Пролін

Q: Глутамін

R: Аргінін

S: Серин

T: Треонін

V: Валін

W: Триптофан

Кодований геном білок за функцією належить до білків розвитку. 
Задіяний у такому біологічному процесі, як альтернативний сплайсинг. 
Локалізований у ядрі.